# Forpus coelestis
Il pappagallino del Pacifico (Forpus coelestis Lesson, 1847) è un uccello della famiglia degli Psittacidi.

## Descrizione
Sul verde della colorazione base, mantello della femmina, il maschio inserisce remiganti e groppone azzurri e una linea azzurra dietro l'occhio, che è scuro; becco e zampe sono di colore grigio rosato. Taglia attorno ai 12 cm.

## Distribuzione
Vive tra Ecuador e Perù ed è comune; molto amato e allevato in cattività.

## Biologia
Boscaglie secche e foreste secondarie costituiscono il suo habitat; vive in gruppetti familiari che si radunano in stormi. Solo nel periodo riproduttivo, che va da gennaio a maggio, le coppie si isolano; la femmina depone normalmente in un tronco cavo ma a volte anche sotto tetti o in nidi abbandonati da altri uccelli. Se la stagione è favorevole può portare a compimento anche due nidiate. La femmina depone 4-6 uova, a intervalli di 2 giorni, che vengono incubate per 17 giorni e i piccoli lasciano il nido a circa 5 settimane.